# Долинно-Обручевський рудник
Долинно-Обручевський рудник — підприємство гірничорудної промисловості на сході Казахстану, яке здійснює розробку розташованих поруч Долинного та Обручевського колчедан-поліметалічних родовищ.
Будівельні роботи почались в 2013-му, а на 2017 рік припало отримання першої руди з Долинного родовища. Розробка ведеться підземним способом, при цьому замість традиційних шахт виявилось можливим обійтись двома транспортними ухилами. Вони мають довжину близько 4,5 км та досягають рудних тіл на глибині у 600 метрів. Подача повітря забезпечується пробуреними з поверхні вентиляційними шахтами діаметром у 2 метри. Початок розробки Обручевського родовища планувався на першу половину 2020-х років.
Видобуток стартував з 200 тисяч тонн руди на рік, а після запуску Обручевського повинен вийти на рівень у 1 млн тонн. Очікують, що рудник працюватиме щонайменше до 2039 року. Можливо також відзначити, що руда Долинного родовища має підвищений вміст золота — в середньому 4,9 грама на тонну.
Видобута руда надходить на Риддерську збагачувальну фабрику концерну «Казцинк».